# Ramsayville
Ramsayville ist eine ländliche Gemeinde am Ramsay Creek in Gloucester-Southgate Ward in Ottawa, Ontario, Kanada. Vor 2001 befand sich die Gemeinde in der City of Gloucester.
Die unmittelbare Umgebung von Ramsayville (nördlich an der östlichen Verlängerung der Hunt Club Road und des Highway 417, westlich an der Hawthorne Road, südlich an der Leitrim Road und östlich an der Anderson Road) umfasst etwa 90 Bewohner (Volkszählung 2011).
Die Gemeinde wurde von der Royal Canadian Navy für Hochfrequenz-Peilungsexperimente verwendet. Hierbei befand sich die Navy-Installation an der Ramsayville Road (damals als Base Line Road bekannt) etwa acht Kilometer von Gloucester entfernt in der Nähe der Kreuzung Leitrim Road. Dies ist unweit von CFS Leitrim. Obwohl es sich nicht um eine Marinefunkstation handelte, wurden die Experimente der Installation, die auf ihrem Höhepunkt durchgeführt wurden, wahrscheinlich klassifiziert. Auch nach 1965 war die Station noch in Betrieb.
Am 28. März 1950 stützte in Ramsayville ein Flugzeug ab, bei dem Laurence Steinhardt, der damalige US-Botschafter in Kanada, starb.

## Verkehr
Die Hauptstraßen, die das Gebiet infrastrukturell anbinden, sind die Ramsayville Road und der Ontario Highway 417.